# Talanga (ort)
Talanga är en ort i Honduras.   Den ligger i departementet Departamento de Francisco Morazán, i den centrala delen av landet, 40 km norr om huvudstaden Tegucigalpa. Talanga ligger 810 meter över havet och antalet invånare är 13 492.
Terrängen runt Talanga är kuperad åt sydost, men åt nordväst är den platt. Runt Talanga är det ganska glesbefolkat, med 29 invånare per kvadratkilometer. Talanga är det största samhället i trakten. Omgivningarna runt Talanga är en mosaik av jordbruksmark och naturlig växtlighet.